# Piattaforma di ghiaccio Lazarev
La piattaforma di ghiaccio Lazarev (69°37′S 14°27′E) è quella parte della piattaforma glaciale che si estende davanti alla costa della principessa Astrid, compresa tra l'isola Leningradskiy e l'isola Verblyud nella Terra della Regina Maud, in Antartide. Quest'area si trova nella parte occidentale del mare di Riiser-Larsen ed è lunga circa 90 km.

## Storia
La piattaforma fu fotografata e mappata per la prima volta durante la Spedizione Nuova Svevia, conosciuta anche come Terza spedizione antartica tedesca, svoltasi nel 1938-39. Fu poi esplorata dalla Spedizione antartica sovietica nel 1959 e da questa battezzata in onore del tenente, poi divenuto ammiraglio, Mikhail P. Lazarev, comandante della sloop-of-war Mirnyy.